# Benahavís Senior Masters

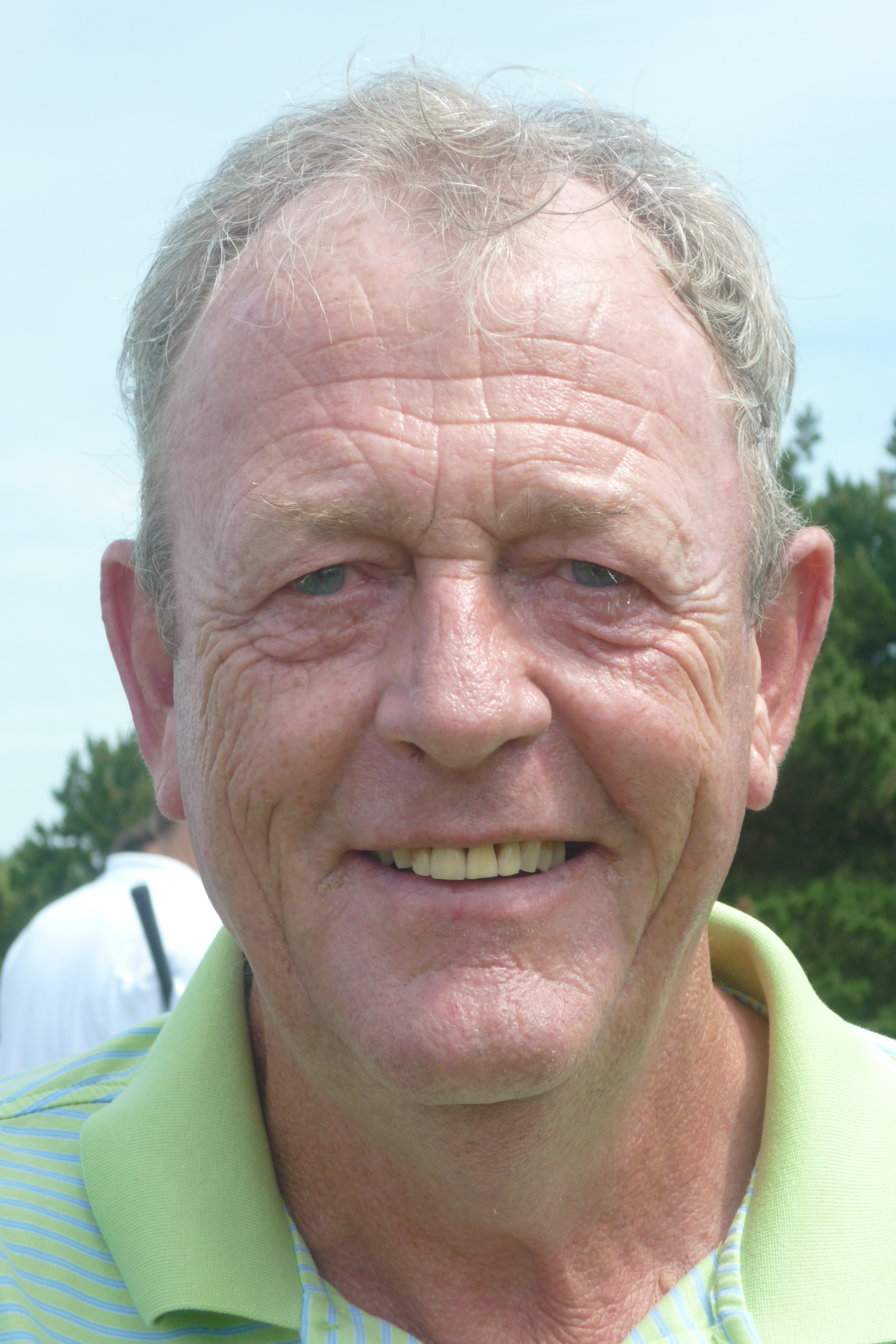
Carl Mason
winnaar 2009 en 2011

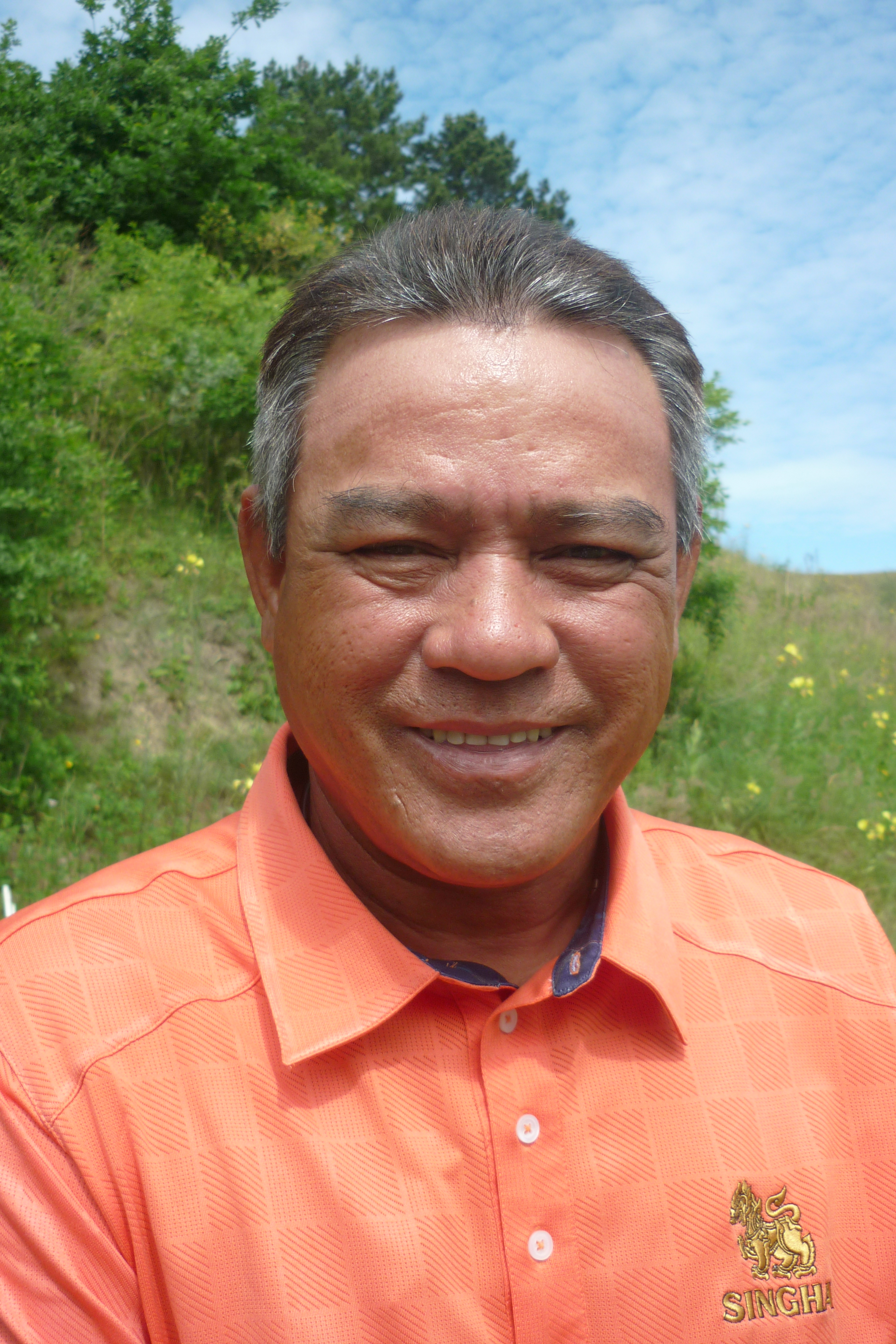
Boonchy Ruangkit
winnaar 2010

De Benahavís Senior Masters is een golftoernooi van de Europese Senior Tour.
De Senior Masters wordt gespeeld op de La Quinta Golf & Country Club bij Marbella. 
De eerste editie was in 2009. De eerste winnaar was Carl Mason die Gordon J. Brand in een play-off versloeg. Het was de zesde overwinning in Spanje sinds hij in 1994 er ook zijn eerste overwinning behaalde. Een week later won Carl Mason het Bad Ragaz PGA Seniors Open. Dat was zijn 23ste titel op de Senior Tour en daarmee kwam hij gelijk te staan aan het record van Tommy Horton. Inmiddels heeft hij dat record gebroken door in mei 2011 in Murcia te winnen.
De tweede editie werd gewonnen door Boonchu Ruangkit, die een laatste ronde maakte van -8 (63, baanrecord) en met -16 zeven slagen voor John Gould en Carl Mason bleef. Het was zijn eerste overwinning in Europa.
De derde editie begon met Gary Wolstenholme aan de leiding met een ronde van 65 (-6). Er stonden 23 spelers onder par. Ruangkit was er niet om zijn titel te verdedigen. Na ronde 2 stond Wolstenholme nog aan de leiding, gevolgd door Carl Mason, die in 2009 won en in 2010 op de tweede plaats eindigde. Mason maakte drie birdies op de eerste negen holes, kwam met -10 aan de leiding, en gaf die plaats niet meer op. Gary Wolstenholme en Mark James eindigden op de tweede plaats met -6.
De vierde editie eindigde met Gary Wolstenholme aan de leiding met een totaal van -13. Carl Mason, Mark Mouland en Mike Harwood en Paul Wesselingh maakten deze week een ronde van 64, de laatste drie eindigden  mede hierdoor in de top-10.

## Winnaars
- 2009:  Carl Mason (-7)
- 2010:  Boonchu Ruangkit (-16)
- 2011:  Carl Mason (-9)
- 2012:  Gary Wolstenholme